# Gustav Lachmann
Gustav Victor Lachmann (* 3. Februar 1896 in Dresden; † 30. Mai 1966 in Chorley Wood, Hertfordshire, Großbritannien) war ein deutscher Aerodynamiker österreichischer Herkunft. Er entwickelte während des Ersten Weltkrieges unabhängig von dem Briten Fredrick Handley das Prinzip der Vorflügel und gilt mit dieser Erfindung als Pionier der europäischen Luftfahrt.

## Leben und Wirken
Lachmann diente zuerst bei den Hessischen Leibdragonern im Regiment Nr. 24 und dann im Ersten Weltkrieg im Rang eines Leutnants ab 1917 als Pilot bei den Luftstreitkräften des Deutschen Kaiserreiches. 1918 erlitt er nach einem Luftkampf beim Absturz schwere Verletzungen. Nach Kriegsende studierte er ab 1918 an der TH Darmstadt Maschinen- und Flugzeugbau. Er wurde 1919 Mitglied des Corps Hassia Darmstadt. 1921 ging er an die Universität Göttingen, um dort sein Studium in den Fächern Mathematik, Mechanik und Aerodynamik bei Ludwig Prandtl fortzusetzen, bei dem er schließlich im Fachgebiet Strömungsmechanik und Grenzschichttheorie 1923 promovierte.
Seine schon 1918 angemeldete, bahnbrechende Idee, mit Vorflügeln (Lachmann-Klappen) die Grenzschicht am Tragflügelprofil zu stabilisieren, wurde vom Deutschen Patentamt in ihrer Bedeutung nicht erkannt und abgelehnt. 1921 nutzte der englische Flugzeugfabrikant Fredrick Handley diese Idee und ließ Lachmann im Göttinger Windkanal der Aerodynamischen Versuchsanstalt für ihn forschen. Von 1924 war er als Konstrukteur für die Flugzeugwerke Franz Schneider und 1925/26 als Chefkonstrukteur bei den Albatros-Flugzeugwerken in Berlin tätig. Zwei Jahre später wurde er technischer Berater für die Flugzeugfabrik Ishikawajima in Tokio. Schließlich übersiedelte er 1929 nach Großbritannien, wo er in der Fabrik von Handley Direktor der Forschungsabteilung wurde und für die Entwicklung der Bomber Harrow und Hampden verantwortlich zeichnete.
Mit Ausbruch des Zweiten Weltkriegs wurde er interniert, Handley konnte aber durchsetzen, dass Lachmann als consultant engineer weiterhin für seine Firma arbeiten konnte. 1949 wurde er britischer Staatsangehöriger. Für die Handley Page Aircraft Company blieb er bis fünf Monate vor seinem Tod tätig.